# Campeonato Asiático de Atletismo de 2011 - 5000 m feminino
A prova dos 5000 metros feminino do Campeonato Asiático de Atletismo de 2011 foi disputada no dia 9 de julho de 2011 no Kobe Universiade Memorial Stadium em Kobe,  no Japão.

## Recordes
Antes desta competição, os recordes mundiais e do campeonato nesta prova eram os seguintes:
|                       | Nome            | Nacionalidade | Tempo      | Local   | Data                  |
| --------------------- | --------------- | ------------- | ---------- | ------- | --------------------- |
| Recorde mundial       | Tirunesh Dibaba | Etiópia       | 14m 11s 15 | Oslo    | 6 de junho de 2008    |
| Recorde do campeonato | Wang Junxia     | China         | 15m 25s 65 | Jacarta | 1995                  |
| Recorde asiático      | Bo Jian         | China         | 14m 28s 09 | Xangai  | 23 de outubro de 1997 |

Os seguintes recordes foram estabelecidos durante esta competição:
| Data       | Evento | Atleta                 | Nacionalidade | Tempo      | Notas                 |
| ---------- | ------ | ---------------------- | ------------- | ---------- | --------------------- |
| 9 de julho | Final  | Tejitu Daba Chalchissa | Bahrein       | 15m 22s 48 | Recorde do campeonato |

## Medalhistas
| Ouro                         | Prata              | Bronze                 |
| Tejitu Daba Chalchissa (BHR) | Hitomi Niiya (JPN) | Yuriko Kobayashi (JPN) |

## Cronograma
Todos os horários são locais (UTC+9).
| Data       | Hora  | Evento |
| ---------- | ----- | ------ |
| 9 de julho | 19:25 | Final  |

## Final
A final da prova ocorreu dia 9 de julho às 19:25.
| Posição           | Atleta                      | Nacionalidade          | Tempo    | Notas                 |
| ----------------- | --------------------------- | ---------------------- | -------- | --------------------- |
| Medalha de ouro   | Tejitu Daba Chalchissa      | Bahrein                | 15:22.48 | Recorde do campeonato |
| Medalha de prata  | Hitomi Niiya                | Japão                  | 15:34.19 |                       |
| Medalha de bronze | Yuriko Kobayashi            | Japão                  | 15:42.59 | SB                    |
| 4                 | Alia Mohammed Saeed         | Emirados Árabes Unidos | 15:52.07 |                       |
| 5                 | Betlhem Desalegn            | Emirados Árabes Unidos | 16:04.98 |                       |
| 6                 | Triyaningsih                | Indonésia              | 16:05.18 |                       |
| 7                 | Rei Ohara                   | Japão                  | 16:21.23 |                       |
| 8                 | Kavita Raut                 | Índia                  | 16:23.06 |                       |
| 9                 | Suriya Loganathan           | Índia                  | 17:19.44 |                       |
| 10                | Leila Ebrahimymojavery      | Irão                   | 17:40.01 | Recorde nacional      |
| 99 !              | Mahboubeh Ghayournajafabadi | Irão                   |          | DNS                   |

Legenda
| Recorde mundial       | Recorde mundial (World record)               |                       | Recorde africano                      | Recorde africano (African) |                                           | Q | Classificado por posição (Qualified) |
| Recorde do campeonato | Recorde do campeonato (Championship record)  | Recorde da América    | Recorde da América (Americas)         | q                          | Classificado por melhor tempo (Qualified) |   |                                      |
| Melhor marca do ano   | Melhor marca do ano (World leading)          | Recorde asiático      | Recorde asiático (Asian)              | DNS                        | Não largou (Did not start)                |   |                                      |
| Recorde nacional      | Recorde nacional (National record)           | Recorde europeu       | Recorde europeu (European)            | DNF                        | Não terminou (Did not finish)             |   |                                      |
| Recorde pessoal       | Recorde pessoal do atleta (Personal best)    | Recorde da Oceania    | Recorde da Oceania (Oceania)          | DSQ / DQ                   | Desclassificado (Disqualified)            |   |                                      |
| Recorde da temporada  | Recorde da temporada do atleta (Season best) | Recorde sul-americano | Recorde sul-americano (South America) | NM                         | Sem marca (No mark)                       |   |                                      |